# Batanea

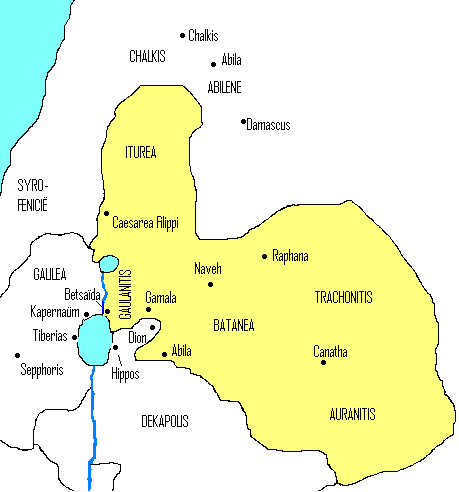
Iturea, Traconitide, Batanea, Gaulantide e Auranitide nel I secolo

Batanea o Batanaea (forma ellenizzata/latinizzata di Bašan) era un'area della biblica Terra santa, a nord-est del fiume Giordano, e ad est della Traconitide.

## Descrizione
Era una delle quattro divisioni post-esilio dell'area di Bašan. Oggi nota come Ard-el-Bathanyeh, corre sull'asse nord-sud lungo il lato orientale del Lejah e dell'Hawran, da Salkhad a sud a Tell Khaledyeh e ad Asfar a nord. È, in media, larga 18 chilometri, e per 45 chilometri è rappresentato dal Gebel Druso, una catena di colline il cui altopiano è a 850 metri s.l.m., ed il cui picco si trova oltre 2100 metri di altitudine. La sua cima potrebbe essere la "Collina di Basan" citata nel salmo 68:15.
Nel I secolo a.C. la terra fu conquistata da Erode il Grande, ed alla sua morte (nel 4 a.C.) passò al figlio Filippo come parte dell'eredità. In alcune fonti Filippo viene definito "Tetrarca di Batanea", la cui capitale era Cesarea di Filippo, anche se i suoi domini erano molto più estesi.
Alla sua morte nel 34 d.C., Batanea passò ad Erode Agrippa I, e nel 53 al figlio Erode Agrippa II. Dopo la morte di questo, fu annessa alla provincia romana di Siria.
Donald Arthur Carson, nel suo trattato sul Vangelo secondo Giovanni, afferma che la "Betània, al di là del Giordano" di Giovanni 1:28 (citata di nuovo in Giovanni 11), sarebbe Batanaea, traslitterata in aramaico o in greco.